# Tatort: Acht Jahre später
Acht Jahre später ist ein Fernsehfilm aus der Fernseh-Kriminalreihe Tatort der ARD und des ORF. Der Film wurde vom WDR produziert und am 28. April 1974 zum ersten Mal gesendet. Er ist die 39. Folge der Tatort-Reihe und die erste mit Kommissar Haferkamp.

## Handlung
Aufgrund einer Aussage der Geschäftsinhaberin Pallenburg kann Kommissar Haferkamp den Serieneinbrecher Brossberg festnehmen. Beim vorausgehenden Feuergefecht wird dessen Bruder von Haferkamp getötet. Am Ende der Gerichtsverhandlung schwört Brossberg dem Kommissar und Frau Pallenburg, seiner Geliebten, Rache. Haferkamp kümmert das nicht sonderlich, da er glaubt, dass nach einer langen Haftstrafe kein Mensch mehr an Vergeltung denken werde.
Als Brossberg acht Jahre später freikommt, steht Frau Pallenburg vor Haferkamps Tür und behauptet, Angst vor Brossberg zu haben, da dieser sie in ihrer Wohnung habe aufsuchen wollen. Frau Pallenburg kündigt an, vorerst bei Haferkamp bleiben zu wollen. Haferkamp ist hiervon wenig begeistert und versucht, sie mithilfe einer Polizeistreife aus seiner Wohnung zu entfernen. Als Frau Pallenburg mit Selbstmord droht, beherbergt er sie widerwillig in seiner Wohnung, obwohl er keine konkreten Maßnahmen ergreifen kann und nichts gegen Brossberg in der Hand hat. Brossberg wiederum wird von Kreutzer auf eigene Faust beschattet, scheint aber ein unauffälliges Dasein zu fristen, so dass zunächst nichts an die vor acht Jahren geäußerten Racheschwüre erinnert.
Die Geschichte bekommt eine Wendung, als an einem Vormittag ein Schuss vom gegenüberliegenden Rohbau auf die Wohnung von Haferkamp und Frau Pallenburg abgegeben wird, während Haferkamp im Polizeipräsidium arbeitet. Verdächtigt wird Brossberg, der der Polizei zunächst entkommen kann, jedoch dann von Haferkamp in einer Zeche gestellt wird. Bei der Verfolgungsjagd auf einen Hochofen erleiden beide eine Kohlenstoffmonoxidvergiftung. Haferkamp wird vor Brossberg bewusstlos, der – anstatt ihn zu töten – an ihm vorbeigeht und mit der gleichen Vergiftung ins Krankenhaus eingeliefert wird. Nun kommen Haferkamp – auch durch Hinweise seiner Exfrau Ingrid – Zweifel an der Rolle von Frau Pallenburg. Es stellt sich heraus, dass sie seine Wohnung mit Hilfe einer Wanze abhören lässt, den Mordversuch selbst inszeniert hat. Gemeinsam mit Brossberg, der inzwischen aus der Untersuchungshaft entlassen wurde, will sie Haferkamp beseitigen. Dieser lässt sich zum Schein in seiner Wohnung mit einem Schlafmittel betäuben. Frau Pallenburg manipuliert die alte Koksheizung und lässt Gas in das Wohnzimmer mit dem scheinbar schlafenden Haferkamp strömen. Haferkamp entkommt den giftigen Rauchgasen rechtzeitig. Er stellt Frau Pallenburg, die versucht, aus der Wohnung zu fliehen. Brossberg wird auf dem gegenüberliegenden Rohbau von Kreutzer und der Polizei, die die ganze Zeit über zugegen war, verhaftet.

## Kritik
Die TV Spielfilm vergab für den Film die bestmögliche Wertung (Daumen nach oben) und schrieb: „Packender Einstand des Sympathieträgers“.